# Jakobina Bawarska
Jakobina Bawarska, Jakobina Wittelsbach (nid. Jacoba van Beieren, fr. Jacqueline de Bavière; ur. 16 lipca 1401 w Le Quesnoy, Hainaut, zm. 9 października 1436 w Teijlingen) – księżna Bawarii-Straubing, hrabina Hainaut, Holandii i Zelandii w latach 1417–1432.
Jakobina była córką Wilhelma II Bawarskiego, hrabiego Zelandii, Holandii i Hainaut oraz Małgorzaty Burgundzkiej, hrabiny Mortain, córki księcia Burgundii Filipa II Śmiałego. Od 1418 roku jej konkurentem do tronu był Jan, książę bawarski, który zmarł w 1425 roku. Jakobina została pozbawiona władzy przez kuzyna, księcia Burgundii, Filipa III Dobrego, który panował jako Filip I i włączył Hainaut do Niderlandów. Została zamordowana w 1436 roku.